# Rząd Ericha von Kielmansegga
Rząd Ericha von Kielmansegga – prowizoryczny, urzędniczy rząd austriacki, rządzący Cesarstwem Austrii od 19 czerwca do 30 września 1895 roku.

## Skład gabinetu
- premier - Erich von Kielmansegg
- rolnictwo – Ferdinand Blumfeld
- handel – Heinrich Wittek
- wyznania i oświata – Edward Rittner
- finanse – Eugen von Böhm-Bawerk
- sprawy wewnętrzne – Erich Kielmansegg
- sprawiedliwość – Karl Krall Krallenberg
- obrona krajowa – Zeno Welsersheimb
- minister bez teki (do spraw Galicji) – Apolinary Jaworski